# Dekanat Żywiec
Dekanat Żywiec – jeden z 23 dekanatów katolickich wchodzących w skład diecezji bielsko-żywieckiej. Dekanat Żywiec składa się z 11 parafii.

## Historia
Dekanat w Żywcu powstał z wydzielenia w dekanatu Oświęcim dekretem biskupa Piotra Gembickiego z 21 października 1644. Do 1772 roku na dekanat składało się 10 parafii: Żywiec, Rychwałd, Ślemień, Jeleśnia, Milówka, Radziechowy, Łodygowice, Lipnik, Komorowice i Bestwina.
W latach 1747–1749 liczbę katolików na obszarze 10 parafii dekanatu szacuje się 38 351, żydów na 20, protestantów na 542 (o nieokreślonej konfesji).

## Przełożeni
- Dziekan: ks. Stanisław Kozieł
- Wicedziekan: ks. Grzegorz Gruszecki
- Ojciec duchowny: o. Aleksander Koza OP[3]
- Duszpasterz Służby Liturgicznej: ks. Paweł Marczyk
- Dekanalny Wizytator Katechizacji: ks. Piotr Krzystek
- Dekanalny Duszpasterz Rodzin: ks. Piotr Jarosz
- Dekanalny Duszpasterz Młodzieży: ks. Jerzy Łukowicz

## Parafie
- Gilowice: Parafia św. Andrzeja Apostoła
- Łękawica: Parafia św. Michała Archanioła
- Przyłęków: Parafia Najświętszej Maryi Panny Wspomożenia Wiernych
- Rychwałd: Parafia św. Mikołaja
- Świnna: Parafia Matki Boskiej Nieustającej Pomocy
- Trzebinia: Parafia Matki Boskiej Różańcowej
- Żywiec-Moszczanica: Parafia Miłosierdzia Bożego
- Żywiec-Sporysz: Parafia Chrystusa Króla
- Żywiec-Śródmieście: Narodzenia Najświętszej Marii Panny
- Żywiec-Zabłocie: Parafia św. Floriana
- Żywiec-Oczków: Parafia św. Maksymiliana Kolbego